# Twitch
Pour les articles homonymes, voir Twitch (homonymie).
Twitch est un service de diffusion vidéo direct par flux ou streaming et une plateforme de vidéo à la demande lancés en juin 2011 et exploités par la société américaine Twitch Interactive, filiale du groupe Amazon. Initialement, le service a commercialisé un service en direct de jeux vidéo — y compris de compétitions d'esport — avant de se diversifier avec d'autres contenus — notamment musicaux et discussion —, à partir de fin 2010. Le modèle économique de Twitch est à la fois basé sur la publicité, l'exploitation des données personnelles et les abonnements optionnels payants.
À l'origine, le service Twitch est une branche jeux vidéo de l'ancien site Justin.tv lancé en 2006, représentant le service le plus populaire du site. Justin.tv ferme en août 2014 et l'entreprise se concentre sur le développement de Twitch. D'après Emmett Shear, cofondateur et dirigeant du service, en 2012, le service aurait compté près de 15 millions de visiteurs chaque mois. En 2021, l'entreprise compte environ 6 000 employés, avec une succursale à San Francisco. Le 25 août 2014, la société Twitch est rachetée par le géant américain Amazon, pour 842 millions de dollars après avoir négocié avec YouTube, appartenant au groupe américain Google.

## Histoire

Ancien logo (2011-2019).

### Lancement
Twitch est issu du site Justin.tv, lancé en 2007 et divisé à l'époque en plusieurs catégories. Celle liée aux jeux vidéo connaissant une croissance particulièrement forte, jusqu'à devenir la catégorie la plus populaire du site, l'entreprise décide de créer une entité séparée, « Twitch.tv ». Le site est officiellement lancé en version bêta publique le 6 juin 2011.

### Croissance
Twitch a été soutenue par d'importants investissements de capital-risque : un de 8 millions de dollars en 2007, un de 15 millions en 2012 et un de 20 millions en 2013. Depuis l'arrêt de son concurrent Own3d.tv en 2013, Twitch est devenu le service le plus populaire de streaming, ce qui conduit certains à conclure que le site dispose d'un quasi-monopole sur le marché. Le 1er mai 2012, le site remporte un Webby Award, le Webby People's Voice Award dans la catégorie liée aux jeux.
En février 2014, le site compte parmi les plus grands consommateurs des États-Unis, devant Facebook mais derrière Apple, Google et Netflix. À cette date, le site compte près d'un million de diffuseurs de contenus. Le 18 mai 2014, Google, à travers sa filiale YouTube, négocie le rachat de Twitch pour un milliard de dollars. Cependant, le site est racheté le 25 août 2014 par Amazon pour 970 millions de dollars. Emmett Shear, le PDG de Twitch, explique ce choix en précisant qu'Amazon est une entreprise qui partage les mêmes valeurs que Twitch, partageant une vision à long terme quant au futur du site. Il précise aussi que Twitch garde son indépendance et son siège social. Amazon lui fournira des ressources supplémentaires afin d'améliorer les services du site.
En août 2016, Twitch annonce l'acquisition, pour un montant non dévoilé, de Curse, entreprise américaine qui possède des logiciels de client VOIP, de gestions de mods de jeu-vidéo ainsi que de nombreux forums et wikis. Le 19 janvier 2018, Disney Digital Network et Twitch signent un contrat pluriannuel de diffusion du contenu Disney sur 4 chaînes du service de streaming d'Amazon,.
En février 2019, en raison de l'audience importante de Twitch auprès des jeunes, le gouvernement français organise un « grand débathon » auquel participent dix ministres. L'évènement est diffusé sur la chaine Accropolis fondée par Jean Massiet. Au second trimestre 2019, Twitch représente 72,2 % du temps de visionnage des plateformes de contenus en direct contre 19,5 % pour Youtube.
Le 6 octobre 2021, Twitch est victime d'une violation de données de très grande ampleur. La fuite comprend l'intégralité du code source du site, de son application mobile et des infrastructures liées, les chiffres des revenus versés par la plateforme depuis 2019 aux streamers qui y sont inscrits, ainsi que de nombreux documents internes — dont certains mentionnent un projet de plateforme de distribution de contenu sur lequel travaillerait Amazon et qui chercherait à concurrencer Steam,. Les données sont publiées par un internaute anonyme sur 4chan, qui entend ainsi dénoncer la communauté d'utilisateurs du site et instaurer davantage de compétition dans le secteur de la diffusion de contenu en ligne,. Considérée comme authentique quasiment dès sa publication par différents médias spécialisés et corroborée par plusieurs streamers,,, la fuite est confirmée par Twitch quelques heures après sa médiatisation,.
Le YouTubeur Squeezie bat le record d’audience de Twitch en France avec un million de spectateur en ligne simultanément sur sa chaine lors de la course automobile de F4 qu’il organisait sur le circuit Bugatti du Mans.
Ce record a été battu par AmineMaTue pour le match France-Espagne le 19 novembre 2022 avec plus d’un million cent dix mille viewers. Puis sera rebattu par Squeezie le 9 Septembre 2023, lors du GP Explorer 2 avec  1 340 960 viewers en simultanés.
En janvier 2023, la plateforme attire 140 millions de visiteurs par jour. En décembre 2023, Twitch ferme ses activités en Corée du Sud à cause de coûts de réseaux, qu'il doit payer aux opérateurs internet, trop élevés. En janvier 2024, Twitch supprime 500 postes salariés, soit près de 35 % de ses effectifs, après en avoir supprimé 400 en 2023.

### Applications mobile
Le site dispose d'une application mobile disponible sur Android et iOS. La plupart des fonctionnalités présentes sur le site peuvent être retrouvées sur smartphone.

## Fonctionnalités

### Fonctionnement général
Twitch permet aux viewers d'interagir entre eux et avec le streameur, via une fenêtre de messagerie instantanée (chat en anglais) et d'échanger sur le jeu vidéo, réagir aux méthodes de jeu proposées, conseiller, etc. Grâce à différentes interactions et selon le temps de visionnage, les spectateurs gagnent des « points de chaîne ». Ces points sont échangeables contre des récompenses telles que le déblocage d’émoticône d'abonnés, la mise en avant d'un message, ou d'autres récompenses personnalisées par les streamers. Plusieurs streameurs peuvent diffuser un même jeu vidéo, soit en jouant ensemble et en montrant chacun leur point de vue d'un même jeu (communément appelé « squad stream »), soit séparément, en n'ayant aucune interaction entre eux.
Twitch a créé un grand nombre d’émoticônes pour permettre aux utilisateurs d'exprimer leurs sentiments. Les utilisateurs possédant Twitch Prime ou les spectateurs abonnés à un streamer qui possède des émoticônes personnalisées ont accès à un plus large choix d'émoticônes. L’émoticône « Kappa » est une des originalités de Twitch. Les partenaires et affiliés à Twitch peuvent disposer d'émoticônes personnalisées, jusqu’à cinquante par chaîne.

### Partenaires et affiliés
En juillet 2011, Twitch a lancé son programme de partenariat, qui a atteint les 4 000 membres à partir de juin 2013. En 2015, 11 000 partenariats Twitch ont été signés. En 2017, 27 000 partenariats Twitch ont été signés. En 2020, la barre des 51 000 est dépassée. En 2023, la barre des 74 000 partenaires est franchie.
Semblable aux programmes de partenariat d'autres sites de vidéos comme YouTube, le Programme de partenariat de Twitch permet aux créateurs de contenu populaires de partager leurs passions tout en générant des revenus grâce aux publicités. De plus, Twitch permet à ses utilisateurs de souscrire aux chaînes avec des abonnements à partir de 4,99 € par mois, ce qui leur donne un accès à des émoticônes uniques, des privilèges de chat comme un badge spécial pour les abonnés. Twitch conserve 50% sur chaque abonnement, le reste va aux streamers. Les critères pour pouvoir avoir accès au programme de partenariat sont les suivants : 
- diffuser 25 heures au cours des 30 derniers jours.
- diffuser 12 jours différents au cours des 30 derniers jours.
- atteindre une moyenne de 75 spectateurs au cours des 30 derniers jours.

En février 2017, Twitch a lancé ces différentes options d'abonnements, celle à 9,99 € puis 24,99 € en plus de l'option à 4,99 €. La répartition est toujours de 50/50 sur les abonnements de premier niveau, en revanche, les partenaires bénéficient d'une répartition supérieure sur les niveaux suivants, respectivement 60/40 sur les abonnements de niveau 2 et 70/30 sur les abonnements de niveau 3. Les affiliés ne bénéficient pas de cette répartition variable et touchent 50% sur tous les niveaux d'abonnement.
En avril 2017, Twitch a lancé son Programme d'affiliation qui permet aux chaînes plus petites de générer des revenus. Les participants de ce programme obtiennent certains avantages des Partenaires Twitch. À partir du 26 avril, les chaînes peuvent utiliser le système de don Twitch (Les Bits) qui sont achetables via Amazon. À partir du 27 juin, les affiliés peuvent maintenant avoir accès aux boutons d'abonnements Twitch. Par la suite, les affiliés ont obtenu l'accès aux revenus provenant des publicités pré-live et ils peuvent également diffuser des publicités durant leur live (coupure allant de 30s à 180s). Si une publicité est lancée par le streamer, les spectateurs n’auront plus de pub pré-live pendant une durée calculée selon le temps de la coupure pub. Les critères pour avoir accès au programme d’affilié sont les suivants :
- diffuser 8 heures au cours des 30 derniers jours.
- diffuser 7 jours différents au cours des 30 derniers jours.
- atteindre une moyenne de 3 spectateurs au cours des 30 derniers jours.
- atteindre 50 followers.

Depuis juillet 2021, Twitch a introduit la tarification locale des abonnements. Par exemple, en France, les différents niveaux d'abonnement sont désormais de 3,99€, 7,99€ et 19,99€. En 2024, en France, les abonnements de niveau 1 ont à nouveau vu leur tarif augmenter à 4,99€ sur PC, les autres niveaux n'étant pas concernés par cette hausse.

## Contenu

### Jeu vidéo
Twitch permet aux spectateurs (couramment appelés viewers) de disposer d'un large éventail de diffusions de jeux vidéo, proposés par des personnes souhaitant diffuser ces contenus en direct (appelés également streameurs), et couvrent ainsi la plupart des genres. Les genres les plus populaires sont les jeux de stratégie en temps réel (RTS, MOBA), les jeux de combat, les jeux de courses et les jeux de tir à la première personne (FPS), entre autres. Les jeux type bac à sable (sandbox) attirent également beaucoup de spectateurs, le plus connu étant Minecraft.[réf. souhaitée].
En février 2014, le site héberge une expérience baptisée Twitch Plays Pokémon, permettant aux spectateurs de jouer à Pokémon Rouge et Bleu en coopérant entre spectateurs et en temps réel. Twitch Plays Pokémon attire ainsi plus de 17 millions de spectateurs en neuf jours, soit la moitié de son nombre de visiteurs uniques mensuels. En 2015, Twitch retransmet pendant trois jours l'Ultra Music Festival de Miami et atteint un chiffre supérieur à douze millions de spectateurs sur cette courte période.

### Diversification
Bien qu'à l'origine centrée sur la diffusion de contenu en rapport avec le jeu vidéo (y compris la transmission de compétitions d'esport), la plateforme se diversifie en 2015.
Apparaissent en 2015 des contenus dits «IRL» (in real life) tels que des discussions entre le streamer et les téléspectateurs (regroupés sous le terme just chatting) ou la diffusion d'activités créatives et artistiques,.
Le 28 octobre 2015, Twitch lance une catégorie non liée au gaming, «Creative», qui est destinée aux streamers qui présentent leurs œuvres artistiques et créatives. Cette catégorie a fait connaître le marathon de huit jours de Bob Ross avec ses vidéos The Joy of Painting. En juillet 2016, Twitch crée une catégorie «Social Eating», spécialisée sur des personnes qui mangent et jouent en live, inspirée par le phénomène coréen de Muk-bang.
En 2018, la plateforme accueille également des contenus politique,,.
Fin 2018, Twitch crée la catégorie «Science et technologie» où des streamers présentent des contenus scientifiques, parfois à caractère éducatif. Ces streams regroupent de nombreuses disciplines très différentes. On y trouve par de la chimie, de la zoologie ou bien plus couramment de l'informatique où l'on peut y voir des streamers tels que Jonathan Blow développer leur jeu devant des centaines de viewers.
En novembre 2020, Twitch lance un jeu concours baptisé Bot Battle, un live pendant lequel deux chatbots (alimentés à l'intelligence artificielle) ont pu échanger.

### Charité
Les diffuseurs Twitch font pour certains la promotion d'associations ou de causes humanitaires. En 2013, la plateforme a accueilli des événements qui, ont permis de collecter plus de 8 M$ en dons pour des causes caritatives, comme Extra Life (en). En 2017, Twitch a collecté plus de 75 M$ en dons pour des causes humanitaires. Le plus grand événement caritatif de Twitch est Le Z Event, un projet français créé en 2017 par Adrien Nougaret et Alexandre Dachary, avec un peu plus de 10 M€ récoltés pour Sea Shepherd, la LPO, le WWF, The SeaCleaners en septembre 2022.

### TwitchCon
TwitchCon est une convention annuelle de fans consacrée à Twitch et à la culture du streaming qui a lieu aux États-Unis depuis 2015 et en Europe depuis 2019.

## Statistiques globales
Les pays ayant le plus d'utilisateurs sur Twitch en 2022-2023 étaient les États-Unis (93 millions), le Brésil (16,9 millions), l'Allemagne (16,8 millions), la France (15,4 millions), le Royaume-Uni (13,4 millions), la Russie (10,5 millions), l'Espagne (10,5 millions), l'Argentine (10 millions), le Mexique (9,2 millions) et l'Italie (8,3 millions). Les États-Unis représentent environ 36% de tous les utilisateurs de Twitch.

## Controverses

### Cyberharcèlement
Le 23 juin 2020, plusieurs streamers ont lancé l'opération #TwitchBlackout, qui appelait à ne pas streamer le 24 juin 2020 pour protester contre l'inaction et la complaisance du président de Twitch face aux cas de harcèlement survenus sur la plate-forme ainsi que du peu de considération accordé aux personnes s'étant plaintes directement à lui. Ils dénoncent entre autres l'impunité des débordements, les modérateurs de chaque chaîne devant faire tout le travail, les pseudonymes insultants ainsi que certains streamers mis en avant après avoir eu des comportements outrageants.
Une fonctionnalité relativement populaire sur Twitch consiste de «lancer un raid» sur une autre chaine. Il s'agit d'une action par laquelle plusieurs utilisateurs, coordonnés à partir d'une autre chaine Twitch ou d'un autre service de médias sociaux, rejoignent ensemble une chaine cible pour lui apporter soutien et encouragement. Cette technique a d'abord été utilisée pour accompagner et faciliter la montée en popularité de la chaine cible, c'est efficace en particulier si le raid est organisé par un streamer populaire. Twitch soutenait officiellement ce type d'activité depuis 2016, du fait que la plateforme offrait la possibilité pour un streamer d'envoyer tous ses spectateurs sur une autre chaîne sous forme de raid. Cependant, en 2021, sont apparus une autre forme de raid, des «raids de haine», et ceux-ci sont devenus de plus en plus courants sur Twitch. Dans ces raids, des utilisateurs submergent en nombre une chaîne et son chat de messages pour déverser de la haine envers le streamer, ce qui constitue en de la cyberintimidation. La plupart de ces utilisateurs sont souvent des bots automatisés, ce qui complique la tâche des modérateurs face à la quantité de messages. Bien que Twitch ait reçu des signalement pour ces raids de haine, il été peu réactif pour les arrêter, ce qui a conduit de nombreux streamers à organiser un «#ADayOffTwitch» le 1er septembre 2021, en guise de protestation, dans l'espoir que Twitch réagisse plus vigoureusement . Après avoir reconnu le problème, Twitch a intenté un procès contre deux personnes qui paraissaient être la source de plusieurs raids de haine, et a bloqué leurs comptes, puis Twitch a introduit des outils permettant aux streamers de limiter le nombre de participants à leur chat afin d'empêcher les raids de haine. Des outils permettent aussi aux streamers de limiter le chat à ceux qui sont soumis à un protocole de vérification de leur numéro de téléphone ou leur adresse électronique auprès de Twitch, ce qui permet d'identifier les robots.
En mars 2022, Numerama publie une enquête qui rapporte plusieurs cas de syndrome d'épuisement professionnel chez les streameurs de la plateforme. Des streameurs interrogés mettent en cause la pression exercée par l'algorithme de Twitch pour acquérir de la visibilité et le modèle économique précaire de la plateforme. Des femmes streameuses se plaignent également de harcèlement sexiste sur la plateforme, et du manque de mesures prises pour lutter contre ce phénomène.
En février 2023, plusieurs streameuses s'associent à des associations féministes pour lancer un stream caritatif. Les streameuses concernées évoquent notamment l'inaction de Twitch en la matière due notamment au fait que l'équipe de Twitch serait elle-même misogyne et, à ses débuts, se moquait ouvertement des créatrices qui leur signalaient des cas de harcèlement, et que la plate-forme n'a fini par s'y intéresser que parce que le départ massif des victimes commençait à leur faire perdre de l'argent.

### Réseau de blanchiment d'argent
En janvier 2022, un réseau de blanchiment d'argent sur la plateforme est démantelé.